# Chanoines réguliers de Marie Mère du Rédempteur
Les chanoines réguliers de Marie Mère du Rédempteur (Congregation canonicorum Regularium Mariæ Matris Redemptoris), communément appelés Petits Frères de Marie Mère du Rédempteur, forment un institut religieux de chanoines réguliers fondé en 1971 à Saint-Aignan-sur-Roë en France dans le diocèse de Laval.

## Historique
L'institut a été fondé dans l'esprit de Mère Marie de la Croix (Maria Nault), religieuse de l'Immaculée-Conception et fondatrice des Petites Sœurs de Marie Mère du Rédempteur.. Elle est reconnue comme congrégation de droit diocésain en 1986 par Mgr Billé, évêque de Laval et affiliée en 1987 à la  confédération des chanoines réguliers de saint Augustin.
Ils reçoivent de l'évêque de Laval la prise en charge de la paroisse de Saint-Pierre-du-Maine, en 1997. Aujourd'hui ils sont deux paroisses rurales : Saint Barnabé en Charnie (le secteur de sainte Suzanne) et les trois Marie de la Jouanne (le secteur de Montsûrs).
La congrégation, outre qu'elle est dédiée à la vie liturgique comme tous les chanoines réguliers, se dévoue également à des tâches apostoliques, comme l'organisation de pèlerinages, l'assistance aux mouvements catholiques, et à des retraites spirituelles. Les chanoines sont une vingtaine en 2011 et installés au prieuré de la Cotellerie, près de Bazougers. Ils tiennent une librairie religieuse et publient un bulletin intitulé Vivre Marie.

### Articles liés
- Chanoines réguliers
- Chanoine